# Frères Ruellan
Pour les articles homonymes, voir Ruellan.

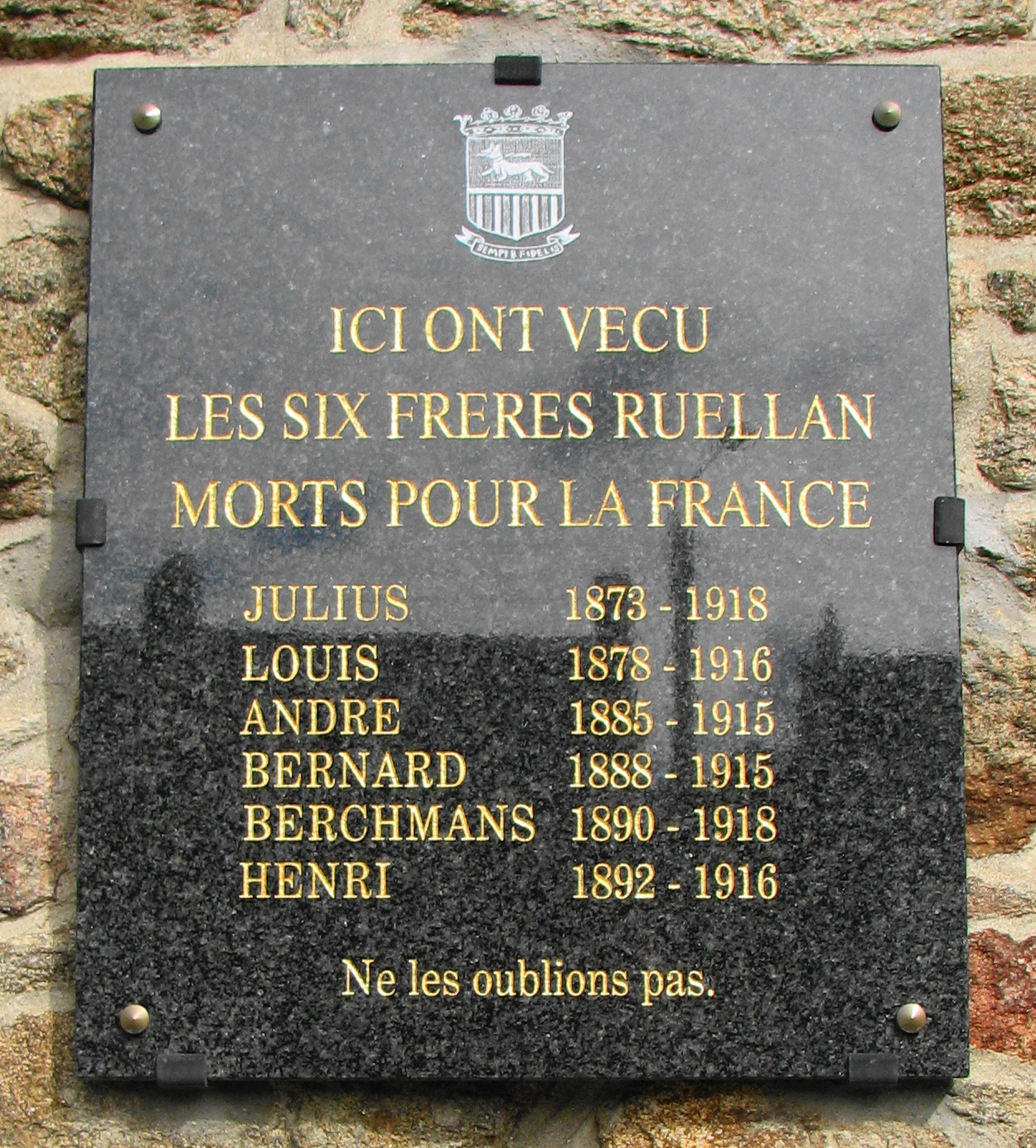
Plaque sur l'ancienne maison familiale des frères Ruellan (aujourd'hui bibliothèque annexe).

Les frères Ruellan sont une fratrie de Paramé (aujourd'hui rattachée à Saint-Malo) en Bretagne qui combattit durant la Première Guerre mondiale. Sur dix-huit enfants, dix frères allèrent au front, six y tombèrent pour la France, ce qui en fait la fratrie française ayant eu le plus de morts pendant ce conflit,. Un septième mourra une dizaine d'années plus tard, victime du gazage qu'il avait subi pendant la guerre.

## Histoire
La famille Ruellan est une famille d'ancienne bourgeoisie originaire de Bretagne, issue d'Antoine Ruellan, bourgeois en 1666 de la paroisse de Saint-Michel de Moncontour, (Côtes-d'Armor),. François-Laurent Ruellan, sieur des Basses (1747-1788), était avocat au parlement. *François-Julien (1836-1908), était maire de Saint-Quay-Portrieux.

### Les parents des frères Ruellan
Le père, Jules Ruellan, né le 11 novembre 1837 à Saint-Quay-Portrieux,, est armateur à Saint-Malo. En 1868, il exploite le Berryer, un trois-mâts.
En 1893, il crée, avec Ange Fontan, la Société anonyme des entreprises et des terrains de Paramé-Rothéneuf, au capital de 2,8 millions de francs. L'objet de la société anonyme est de développer le littoral de Rothéneuf en y créant une petite station balnéaire. En 1895, cette activité rendra possible la prolongation jusqu'à Rothéneuf de la voie ferrée du tramway de Rothéneuf en provenance de Saint-Malo et Paramé.
Le 24 novembre 1868, à Saint-Jean-de-la-Motte, il épouse Marguerite Marie Julie du Rivau, née le 9 mai 1848 au Mans. Ensemble, ils auront dix-huit enfants. Marguerite et Jules meurent à Paramé : elle le 12 novembre 1906 , lui le 16 août 1909 .

### Les enfants
Le 2 août 1914, date de la publication de l'ordre de mobilisation générale, treize des dix-huit enfants sont encore vivants : dix frères et trois sœurs. Mais la fratrie est alors dispersée. André et Bernard se sont établis comme éleveurs, le premier à Montevideo en Uruguay, le second à Philippeville (aujourd'hui Skikda) en Algérie, alors colonie française. Stanislas vit aux États-Unis où il était parti faire fortune, Julius est prêtre. Les dix frères soit sont mobilisés soit s'engagent et deux sœurs servent dans un hôpital militaire durant le conflit. Six frères seront tués et un grièvement gazé.

#### Les six frères morts au combat
Les six morts au front sont :
- Jules Marie Ange Ruellan, dit l'abbé Julius[13], né le 5 janvier 1874, capitaine au 93e régiment d'infanterie, mort le 1er octobre 1918 (à 44 ans) à Sainte-Marie-à-Py dans la Marne[14] ;
- Louis Alexandre Marie Aimé Ruellan, né le 13 août 1878, capitaine au 308e régiment d'infanterie, mort le 22 novembre 1916 (à 38 ans) à Ablaincourt dans la Somme[15] ;
- André Marie Anne Ruellan, né le 13 octobre 1885, sergent au 7e régiment d'infanterie coloniale, mort le 16 mai 1915 (à 29 ans) à Ville-sur-Tourbe dans la Marne[16] ;
- Bernard Joseph Marie Anne Ruellan, né le 16 mars 1888, adjudant-chef au 3e régiment de zouaves de marche, mort le 17 février 1915 (à 26 ans) à l'hôpital[13] de Frévent dans le Pas-de-Calais[17] ;
- Jean Berchmans Marie Ruellan, né le 21 août 1890, lieutenant au 23e bataillon de chasseurs à pied, mort le 31 mai 1918 (à 27 ans) à Poperinge[13] en Belgique[18] ;
- Henri Marie Anne Ruellan, né le 17 octobre 1892, brigadier au 7e régiment d'artillerie, mort le 27 février 1916 (à 23 ans) près de Vauquois dans la Meuse[19].

#### Les deux frères morts des suites de la guerre
- Xavier Vincent Marie Anne Ruellan, né en 1881[20], est lieutenant au 223e régiment d'artillerie lorsque, le 23 mars 1918, au cours d’une violente attaque par les gaz, il est sérieusement atteint[21]. Il meurt en 1930 des suites de son intoxication[22].
- Auguste Marie Anne Ruellan, né le 30 janvier 1877[23], est réformé en 1917[22]. Il meurt en 1938, après une paralysie de plus de vingt ans[22].

#### Les deux autres frères
Les deux autres frères sont Stanislas, sous-lieutenant au 129e régiment d’infanterie, et Charles Ruellan, capitaine au 247e régiment d’infanterie, détaché à la mission française près l'Armée hellénique,. Après guerre, Charles est député d'Ille-et-Vilaine de 1919 à 1924.

#### Les trois sœurs
Deux des trois sœurs, Yvonne, née le 17 septembre 1872, et Madeleine, née en 1893, servent, pendant la guerre, comme infirmières à l'hôpital installé à Notre-Dame-des-Chênes.

#### Hommages
Le 15 mars 1919, le journal L'Illustration rend hommage aux frères Ruellan — Auguste excepté — en leur consacrant un article titré « Les neuf frères Ruellan : une héroïque famille française ».
Par délibération du 18 mai 1919, le conseil municipal de Paramé décide d'honorer la mémoire des six frères morts pour la France en renommant « rue des Six-Frères-Ruellan », la rue de Cancale où se trouvait le manoir de Brouassin, la maison familiale des Ruellan. Sur cette maison, devenue depuis bibliothèque municipale annexe, une plaque rappelle leur souvenir.
Le 11 novembre 1938, jour de commémoration du vingtième anniversaire de l'armistice, le ministère de l'Éducation nationale fait rappeler dans toutes les écoles de France le souvenir des frères Ruellan : « Enfant de France, n'oublie jamais les dix frères Ruellan ».
La série documentaire Frères d'armes, réalisée par Rachid Bouchareb et coécrite avec Pascal Blanchard, consacre à Julius Ruellan un de ses cinquante portraits de deux minutes. Ce portrait, commenté par Lucien Jean-Baptiste, a été diffusé le 27 juillet 2014 sur France 3 à 20 h 40.

## Autres fratries
Si la fratrie Ruellan fut la plus touchée avec six morts, six fratries françaises ont perdu cinq de leurs membres pendant la Première Guerre mondiale :
- les Jardot, d'Évette-Salbert (Territoire de Belfort) ;
- les De l'Estang du Rusquec de Tréflévénez (Finistère)[27] ;
- les Falcon de Longevialle aux Côtes-d'Arey (Isère) ;
- les Davril de Bassussarry (Pyrénées-Atlantique) ;
- les Tramaille de Saône et Loire ;
- les Guyomard de Plouguiel (Côtes d'Armor, anc. Côtes du Nord). Cette fratrie comprenait cinq frères et cinq sœurs. Après le décès de quatre de leurs frères, deux sœurs entreprirent à pied de se rendre à Lannion, 20 km, pour rencontrer le sous-préfet et lui demander de démobiliser leur unique frère survivant. Le préfet refusa et le dernier frère fut tué peu après[28].

Dix fratries ont, quant à elles, perdu quatre membres dont les Doumer, les quatre fils de Paul Doumer, président de la République entre 1931 et 1932.